# 森には真理が落ちている
『森には真理が落ちている』（もりにはしんりがおちている）は、川原泉による漫画作品。『花とゆめ』（白泉社）1988年1号に掲載された。

## あらすじ
主人公・雪村霙は高校三年生の少女。「浮世のワダカマリのない」（作中表現）人物であるため、他の人々と異なり、近所の森の主（純白の亀）を見ることができる。ある日、霙は森の主に蹴躓いて転倒、自分も亀の姿になってしまう。その様子をクラスメイトの氷室冬騎が目撃し…。

## 登場人物
雪村 霙（ゆきむら みぞれ）
「浮世のワダカマリのまったくない」ため、普通の人では姿も見えず、声も聞こえない、森の主であるましろのカメが見える。勉強はできるのだが、うっかり者であるため「2位の金縛り様」と呼ばれている。両親がおらず校長先生から援助を受けている。3−Aに所属。
氷室 冬騎（ひむろ ふゆき）
成績は学年で常に一番である。自分の出生に関し、疑問を抱いている。雪村霙と同じく3−Aに所属。
森の主
ましろのカメの姿で、普通の人には姿も見えず、声も聞こえない。森を統べ、支配し、司る者。
氷室冬騎の母
心優しい性格で、冬騎が連れて帰った亀（霙）も、可愛がっている。
息子である冬騎から避けられている。
病床の男性
冬騎が母親との間に、わだかまりを作ってしまった元凶。
物語終盤、父親に連れて来られた冬騎（と亀の霙）に看取られ、他界。

## 書誌情報
- 花とゆめコミックス 『笑う大天使』第2巻に併録
- 白泉社文庫『美貌の果実』収録